# Чемпіонат України з гандболу серед чоловіків 2023—2024
Чемпіонат України з гандболу серед чоловіків (чоловіча Суперліга) 2023/2024 — тридцять другий чемпіонат України.

## Учасники та особливості проведення
Окрім команд, які брали участь у Суперлізі сезону 2022/2023, в чемпіонаті брали участь лідери Вищої ліги ГК «Ізмаїл» та «ХНУ-ДЮСШ 1» з м. Хмельницький. Згідно Регламенту та Календаря у першому етапі чемпіонату команди було поділено на дві групи та проведено 6 з'їздних турів. На другому етапі, команди відповідно до результатів були поділені на дві групи зі збереженням набраних очок. Група А зіграла за 1-4 місця, група Б — 5-8 місця. В кожній групі на другому етапі проводилось по чотири тури. Плей-оф у цьому сезоні не передбачено.
Група А:
- «Донбас» (Донеччина);
- «Карпати-ШВСМ» (м. Ужгород);
- «ЦСКА-Київ» (м. Київ);
- «СКА-Львів-КДЮСШ» (м. Львів).

Група Б:
- «Мотор» (м. Запоріжжя);
- «Одеса» (м. Одеса);
- «Ізмаїл» (м. Ізмаїл);
- «ХНУ-ДЮСШ 1» (м. Хмельницький).

На відміну від попередніх чемпіонатів України, де за перемогу команді нараховувалось два очки, за нічию — одне, у майбутньому чемпіонаті заплановано наступне нарахування очок в турнірних таблицях:
- за перемогу в основний час гри — 3 очки;
- за перемогу після серії післяматчевих штрафних кидків, якщо після закінчення ігрового часу зафіксовано нічийний рахунок — 2 очки;
- за поразку, якщо гра завершилась в основний час — нуль балів;
- за поразку внаслідок серії післяматчевих штрафних кидків — 1 очко;
- технічна перемога — 3 очки у турнірній таблиці та рахунок у матчі 10:0 на користь переможця.

Призерами чемпіонату стали:
- «Мотор» — 33 перемоги у 33 матчах;
- Одеса — 23 перемоги та 10 поразок в основний час;
- «Донбас»  — 19 перемог та 14 поразок в основний час.

Під час церемонії нагородження було відзначено кращих гравців Суперліги:
- найцінніший гравець Суперліги — Захар Денисов («Мотор», м. Запоріжжя);
- воротар — Назар Чудінов («Мотор», м. Запоріжжя);
- лівий крайній – Ярослав Котюк («Мотор», м. Запоріжжя);
- лівий півсередній –  Віталій Горовий («Мотор», м. Запоріжжя);
- розігруючий – Марат Сагдєєв («Одеса», м. Одеса);
- півсередній – Денис Саварин («Одеса», м. Одеса);
- правий крайній – Юрій Кубатко («Мотор», м. Запоріжжя);
- лінійний – Дмитро Тютнник («Мотор», м. Запоріжжя).

## Турнірна таблиця

### Перший етап
| № | Команда           | І  | В  | Вш | Пш | П  | М       | О  |
| - | ----------------- | -- | -- | -- | -- | -- | ------- | -- |
| 1 | «Мотор»           | 21 | 21 | 0  | 0  | 0  | 937:440 | 63 |
| 2 | «Одеса»           | 21 | 16 | 0  | 0  | 5  | 740:588 | 48 |
| 3 | «Донбас»          | 21 | 15 | 0  | 0  | 6  | 705:619 | 45 |
| 4 | «Ізмаїл»          | 21 | 11 | 0  | 2  | 8  | 638:674 | 35 |
| 5 | «СКА-ШВСМ»        | 21 | 9  | 2  | 0  | 10 | 638:643 | 31 |
| 6 | «ХНУ-ДЮСШ-1»      | 21 | 5  | 1  | 0  | 15 | 578:713 | 17 |
| 7 | «Карпати-ШВСМ»    | 21 | 4  | 0  | 1  | 16 | 507:657 | 13 |
| 8 | «СКА-Львів-КДЮСШ» | 21 | 0  | 0  | 0  | 21 | 442:851 | 0  |

Після закінчення основного етапу

### Підсумкова турнірна таблиця

#### Група «А»
| № | Команда  | І  | В  | Вш | Пш | П  | М         | О  |
| - | -------- | -- | -- | -- | -- | -- | --------- | -- |
|   | «Мотор»  | 33 | 33 | 0  | 0  | 0  | 1467:727  | 99 |
|   | «Одеса»  | 33 | 23 | 0  | 0  | 10 | 1467:727  | 69 |
|   | «Донбас» | 33 | 19 | 0  | 0  | 14 | 1023:1066 | 57 |
| 4 | «Ізмаїл» | 33 | 12 | 0  | 2  | 19 | 950:1112  | 38 |

#### Група «Б»
| № | Команда           | І  | В  | Вш | Пш | П  | М        | О  |
| - | ----------------- | -- | -- | -- | -- | -- | -------- | -- |
| 5 | «СКА-ШВСМ»        | 33 | 20 | 2  | 1  | 10 | 1006:929 | 63 |
| 6 | «ХНУ-ДЮСШ-1»      | 33 | 13 | 1  | 0  | 19 | 917:1020 | 41 |
| 7 | «Карпати-ШВСМ»    | 33 | 8  | 0  | 2  | 25 | 507:657  | 26 |
| 8 | «СКА-Львів-КДЮСШ» | 33 | 1  | 0  | 0  | 32 | 713:1213 | 1  |

## Найкращі бомбардири

### Найкращі бомбардири туру
| Місце | Гравець          | Клуб         | Голи |
| ----- | ---------------- | ------------ | ---- |
| 1     | Володимир Кара   | «Ізмаїл»     | 32   |
| 2     | Роман Літинський | «ХНУ-ДЮСШ 1» | 37   |
| 2     | Віталій Псьол    | «Донбас»     | 37   |
| 3     | Роман Літинський | «ХНУ-ДЮСШ 1» | 37   |
| 4     | Денис Саварин    | «Одеса»      | 31   |
| 5     | Денис Саварин    | «Одеса»      | 31   |
| 6     | Денис Саварин    | «Одеса»      | 33   |
| 7     | Юрій Кубатко     | «Мотор»      | 30   |
| 8     | Роман Літинський | «ХНУ-ДЮСШ 1» | 35   |
| 9     | Олександр Сірик  | «СКА-ШВСМ»   | 29   |
| 10    | Данило Савчук    | «СКА-ШВСМ»   | 30   |

### Топ-10 чемпіонату
| Місце | Гравець            | Клуб           | Голи |
| ----- | ------------------ | -------------- | ---- |
| 1     | Денис Саварин      | «Одеса»        | 273  |
| 2     | Віталій Псьол      | «Донбас»       | 234  |
| 3     | Роман Літинський   | «ХНУ-ДЮСШ 1»   | 223  |
| 4     | Володимир Кара     | «Ізмаїл»       | 213  |
| 5     | Юрій Кубатко       | «Мотор»        | 183  |
| 6     | Артем Громко       | «СКА-Львів»    | 168  |
| 6     | Дмитро Гарбар      | «Карпати-ШВСМ» | 168  |
| 7     | Владислав Кукушкін | «Донбас»       | 158  |
| 8     | Віталій Горовий    | «Мотор»        | 157  |
| 8     | Максим Вакула      | «Ізмаїл»       | 157  |
| 9     | Данило Савчук      | «СКА-ШВСМ»     | 149  |
| 10    | Даниїл Пацалюк     | «Одеса»        | 148  |
| 10    | Олексій Заєць      | «Донбас»       | 148  |